# Whitesville (Wirginia Zachodnia)
Whitesville – miasto w Stanach Zjednoczonych, w stanie Wirginia Zachodnia, w hrabstwie Boone.